# 小行星21563
小行星21563（21563 Chetgervais）是一颗绕太阳运转的小行星，为主小行星带小行星。该小行星于1998年8月19日发现。

## 轨道参数
小行星21563的轨道半长轴为2.7844744 UA，离心率为0.158。